# Pariteit (wiskunde)

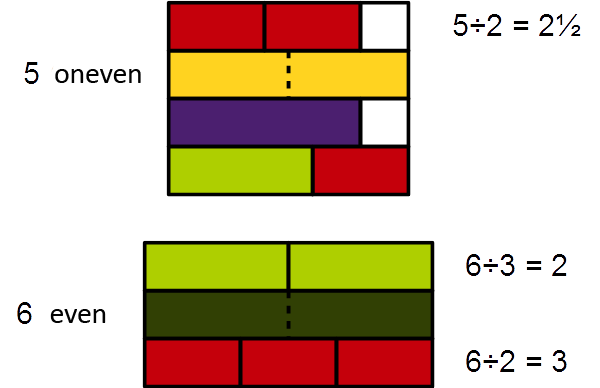

In de wiskunde is pariteit de rest van een geheel getal bij deling door twee. De pariteit is dus 0 bij een even getal en 1 bij een oneven getal. Pariteit in andere delen van de wiskunde gebruikt, zoals in de groepentheorie en de functietheorie, voert terug op dit fundamentele onderscheid tussen even en oneven.